# Adorazione dei Magi (Salmeggia)
L'Adorazione di magi è un dipinto olio su tela realizzato da Enea Salmeggia nel 1595 è conservato nella basilica di Santa Maria Maggiore di Bergamo.

## Storia
Il dipinto fu commissionato al giovane Enea Salmeggia e realizzato nel 1595 diventando il primo lavoro che diede ufficialità e riconoscimento alla qualità artistica del nembrese. Il telero di grandi dimensioni compie il servizio di anta del grande secondo organo posto nella navata di destra e conserva la firma e la datazione: “Aeneas Salmetia Dictus /Talpinus Bergomate /MDLXXXXV”, e due anni prima era stato realizzato il dipinto posto sull'anta dell'organo a sinistra da Gian Paolo Cavagna Nascita di Cristo. 
Il giovane aveva partecipato vincendo alla gara per la sua assegnazione gareggiando con Gian Paolo Lolmo. Si evince dai documenti che l'artista si era impegnato a «torla in diro» (riprenderla) se il lavoro ultimato non fosse piaciuto ai «Mag.ci Sig.ri Regenti» rappresentanti della congregazione della Miseericordia Maggiore. Questi indicarono che nel caso le tela fosse restituita non dovevano neppure pagarla, e l'artista avrebbe dovuto tornare i soldi spesi per il «valor delli detti tela telaro et azuro». Anche la forma di pagamento non fu da subio chiarita, i rettori infatti si avvalsero della possibilità di valutarne l'opera al suo compimento da altri artisti tra i quali lo stesso Salmeggia segnalo Camillo Procaccini che era stato testimone alla stesura del contratto. Il dipinto pur risultando un poco “nevrotico” conquistò i favore dei rettori che saldarono l'artista con 80 scudi.

## Descrizione
Il dipinto, di grandi dimensioni, presenta un artista che seppure giovane ha la capacità di comporre con uno schema prospettico molto articolato, ma sapiente, dove i personaggi sono posti su livelli differenti, sviluppandosi su due diagonali che convergono verso l'immagine della Madonna, inseriti in un triangolo immaginario. La raffigurazione riprende quella con il medesimo soggetto che Camillo Procaccini aveva realizzato solo l'anno precedente e che si trovava nella cappella della chiesa di San Francesco Grande di Milano. Il medesimo taglio della scena confermerebbe la presenza del Salmeggia alla scuola del Peterzano, avvicinandosi ai lavori di Bernardino Luini.
L'artista ci presenta la raffigurazione della Madonna col Bambino centrali e ai loro piedi il re Mago che bacia i piedi al piccolo riconoscendo in lui Dio fatto carne, l'immagine è riprende il medesimo soggetto eseguito dal Luini per il duomo di Como.
Il dipinto è realizzato su di un telero, tipica tecnica usata a Venezia per riparare i lavori dall'umidità, composto da una tela di grandi dimensioni, fissata su di una struttura lignea inserita direttamente sul muro e dipinta successivamente.